# Odontosoria fumarioides
Odontosoria fumarioides är en ormbunkeart som först beskrevs av Olof Peter Swartz, och fick sitt nu gällande namn av John Smith. Odontosoria fumarioides ingår i släktet Odontosoria och familjen Lindsaeaceae. Inga underarter finns listade.